# Holger Melson
Holger Melson (16. november 1916 i Vejle – 15. november 1994) var en dansk seminarierektor i Odense, cand.teol., ridder af Dannebrog.
Han var søn af snedkermester Sivert Melson og hustru Anna Elisabeth, født Sørensen. Han blev gift 9. august 1942 med Aase, født Lind, født 3. marts 1916 i Fuglebjerg Sogn i Sorø Amt. Der er tre sønner i ægteskabet.
Studentereksamen fra Vejle Gymnasium i 1935. Cand.teol. 1942 og dernæst hjælpepræst i Ry og Dover 1942-1945.
Holger Melson blev ansat på Odense Seminarium i 1945 under forstander Harald Smith til at undervise i kristendomskundskab og pædagogik, i 1958 udnævnt til lektor.
Han efterfulgte Per Mogens Hansen som seminarierektor på Odense Seminarium fra 1964 til 1984.
- 1964-1978 medlem af Folkeuniversitetets programudvalg
- 1967-1978 medlem af bestyrelsen for Odense Socialpædagogiske Seminarium
- 1971-1975 næstformand for centerrådet ved Odense Universitetscenter
- 1980-1983 medlem af bestyrelsen for Samarbejdsorganisationen for Videregående Uddannelser for Fyn (SVUF)